# Radul
Radul (ukrainisch und russisch Радуль) ist eine am linken Ufer des Dnepr gelegene Siedlung städtischen Typs im Westen der ukrainischen Oblast Tschernihiw mit etwa 500 Einwohnern (2015).
Die 1752 gegründete Siedlung war ein historisches Zentrum von Altgläubigen und erhielt 1967 den Status einer Siedlung städtischen Typs. Die Einwohnerzahl der Ortschaft betrug 1926 noch 4662 Einwohner und ging seitdem kontinuierlich bis zum gegenwärtigen Stand von gut 500 Einwohnern (2015) zurück.
Radul liegt im Rajon Tschernihiw an der Grenze zu Belarus 37 km westlich vom ehemaligen Rajonzentrum Ripky und 74 km nordwestlich vom Oblastzentrum Tschernihiw.
Am 12. Juni 2020 wurde die Siedlung ein Teil der neugegründeten Siedlungsgemeinde Ripky, bis dahin bildete sie zusammen mit den Dörfern Kortschewja (Корчев'я), Lopatni (Лопатні), Nowosilky (Новосілки) und Peredil (Переділ) die gleichnamige Siedlungsratsgemeinde Radul (Радульська селищна рада/Radulska selyschtschna rada) im Westen des Rajons Ripky.
Am 17. Juli 2020 kam es im Zuge einer großen Rajonsreform zum Anschluss des Rajonsgebietes an den Rajon Tschernihiw.